# Пазител на Лъвските земи
Пазител на Лъвските земи (на английски: The Lion Guard) е американски компютърно анимиран сериал създаден от Форд Райли базиран на анимационната поредица на Walt Disney от 1994 г. Цар Лъв. Сериалът дебютира с 50 минутния пилотен епизод озаглавен Пазител на Лъвските земи: Завръщането на Рева  по Disney Channel на 22 ноември 2015 г. , а сериалът дебютира на 15 януари 2016 по Disney Junior и Disney Channel. Това е вторият анимационен сериал базиран на поредицата „Цар Лъв“, първият е „Тимон и Пумба“ (1995 – 1999). „Пазител на Лъвските земи“ е продължение на оригиналния филм от 1998 г. „Цар Лъв 2: Гордостта на Симба“.
През март 2016 г. е обявено че анимационният сериал е подновен за втори сезон.

## Сюжет
Сериалът е фокусиран върху Кайон, сина на Симба и Нала, по-малък брат на Киара и принц на Лъвските земи, като второ дете на Лъвът-цар, е избран за водач на Лъвската Гвардия, екип защитаващ Лъвските земи и кръговрата на живота.
Кайон заедно с приятелите си медния язовец Бунга, хипопотамът Бещи, гепарда Фули и биволската чапла Оно, те отблъскват заплахите от Джанджа и неговия клан.

## Герои

### Лъвска Гвардия
- Кайон (озвучен от Макс Чарлс):[5] син на Симба и Нала, брат на Киара и принц на Лъвските земи, той е яростният в екипа и главен герой в поредицата.
- Фули (озвучена от Даймънт Уайт):[5] гепард приятелка на Кайон и най-бързия член на Лъвската Гвардия
- Оно (озвучен от Атикус Шафър):[5] Биволска Чапла приятел на Кайон
- Бещи (voiced by Дюсан Браун):[5] хипопотам приятел на Кайон
- Бунга (озвучен от Джошуа Ръш):[5] меден язовец, най-добрият приятел на Кайон. Племенник на Тимон и Пумба.[6]

### Антагонисти
- Външноземци – хиени – група външноземни петнисти хиени, които не спазват Кръговрата на живота.
  - Джанджа (озвучен от Андрю Кишино):[7] Петниста хиена, водач на Външноземците, главен антагонист на сериала.
  - Чийзи (озвучен от Варгус Мейсън):[7] Луда петниста хиена, втори главен антагонист, един от двамата главни довереници на Джанджа.
  - Чунгу (озвучен от Кевин Шон):[7] Петниста хиена с по-масивна физика от тази на другите хиени. Втори главен антагонист, вторият главен довереник на Джанджа.
- Мъзинго (озвучен от Грег Елис):[7] Африкански лешояд, второстепенен антагонист, вестоносец на Джанджа.
  - Мъуога (озвучен от Кам Кларк): Глуповат и крадлив Африкански лешояд, член на ятото на Мъзинго.
- Макуу (озвучен от Блеър Ъндърууд):[3] Новият лидер на Нилските крокодили

## Епизоди

### Сезон 1 (2016)
Първият сезон е съставен от 24 епизода.

## Спин-оф
Кратка форма серията се нарича това UnBungalievable В ролите Бунга и „Оно“, премиерата на който се състоя по Disney Junior и „Дисни“ на 9 януари 2016 г. Паралелно Бунга говори за определен вид животно в саваните на Земята.

## Излъчване
В Канада, Завръщането от Рева премиера на 22 ноември 2015 г. относно Disney Channel и серията премиерата на 17 януари 2016 в Disney Junior. В Обединеното кралство и Ирландия, на връщане от рева премиерата на Disney Junior на 8 февруари 2016 г. Със серия дебютира на 13 април в Австралия и Нова Зеландия, пилотът дебютира на 6 февруари 2016 г. и серията започва излъчване на 28 февруари на Disney Junior.

## За Домашно гледане
Пилотния епизод Пазител на Лъвските земи: Завръщането на Рева излиза на DVD на 23 февруари 2016 г.

## „Пазител на Лъвските земи“ В България
Пазител на Лъвските земи започва излъчване на 8 юни 2016 г. всеки делничен ден от 06:55 по Disney Channel с дублаж от Александра Аудио. На 26 март 2016 г. е излъчен пилотният епизод „Пазител на Лъвските земи: Завръщането на Рева“.
| Роля          | Изпълнител                                              |
| ------------- | ------------------------------------------------------- |
| Тимон         | Георги Стоянов (диалог) Момчил Степанов (вокал)         |
| Пумба         | Георги Спасов (диалог) Явор Караиванов (вокал)          |
| Бунга         | Кристиян Върбановски                                    |
| Джанджа       | Явор Караиванов                                         |
| Джасири       | Надежда Панайотова                                      |
| Симба         | Петър Калчев                                            |
| Нала          | Петя Абаджиева („Завръщането на Рева“) Василка Сугарева |
| Муфаса        | Мариус Донкин („Завръщането на Рева“) Стефан Стефанов   |
| Други гласове | Симона Нанова Живка Донева Явор Караиванов              |

| Обработка              | Александра Аудио    |
| ---------------------- | ------------------- |
| Режисьор на дублажа    | Ваня Иванова        |
| Музикален режисьор     | Десислава Софранова |
| Изпълнителен продуцент | Васил Новаков       |